# Kraenzlinella sigmoidea
Kraenzlinella sigmoidea är en orkidéart som först beskrevs av Oakes Ames och Charles Schweinfurth, och fick sitt nu gällande namn av Carlyle August Luer. Kraenzlinella sigmoidea ingår i släktet Kraenzlinella och familjen orkidéer.
Artens utbredningsområde är Costa Rica. Inga underarter finns listade i Catalogue of Life.